# Osbern de Gloucester
Osbern de Gloucester ou Osbern Pinnock (en latin : Osburn Pinnuc Claudianus) (fl. 1148), est un moine bénédictin ainsi qu'un lexicographe et théologien du XIIe siècle.
Le mot latin Pinnuc suggère qu'il serait né près de Stanway dans le Gloucestershire, et Claudianus signifie « de Gloucester ». Il est moine à l'abbaye Saint-Pierre de Gloucester sous l'abbé Hamelin (1148-1179), mais était peut-être déjà là sous l'abbé Gilbert Foliot (1139-1148). 
Il est l'auteur de plusieurs travaux théologiques qui n'ont jamais été publiés. Parmi eux, un dialogue de Nicolas sur le Pentateuque ; un traité de six livres sur le Livre des Juges adressé à Gilbert Foliot quand il était évêque d'Hereford ; des traités sur l'incarnation, la nativité, les sacrements de la Passion, et la résurrection.
Mais c'est son travail de lexicographie, dit Panormia ou Liber derivationum, qui reste le plus marquant. Il survit dans au moins 25 manuscrits. C'est une liste alphabétique de dérivations lexicales, riche de citations. Il s'agit d'une amélioration modeste, dans le sens d'une systématisation, de l'essai de classement dérivationnel tenté par Papias dans Elementarium doctrinae rudimentum (vers 1050).

### Source
- A. G. Rigg, « Pinnock, Osbern (fl. c.1148) », Oxford Dictionary of National Biography, Oxford University Press, 2004.